# Lycia (группа)
Lycia (произношение [laɪsˈɪə]) — американская дарквейв-группа, основанная в 1988 году в Темпе (штат Аризона) Майком Ванпортфлитом. Считается одним из пионеров жанра дарквейв и этериал-вейв в США. Питер Стил из готик-метал группы Type O Negative назвал Lycia «самой депрессивной» музыкой, которую он слышал в жизни.

## История
Lycia была основана Майком Ванпортфлитом в 1988 году изначально в качестве сольного проекта. Название было взято из греческой мифологии, как и названия нескольких ранних треков группы. Летом того же года Ванпортфлит встретил Уилла Уэлча (англ. Will Welch), который присоединился к проекту. В ноябре Уэлча сменил Джон Фэр (англ. John Fair). В марте 1989 года лейбл Orphanage Records выпустил первую демозапись группы Lycia под названием Wake, состоящую из 6 песен.
В 1990 году Джон Фэр покинул группу, тогда же в неё вернулся Уилл Уэлч. Музыканты начали работать над созданием первого полноценного альбома под названием Byzantine, но из-за технических проблем альбом не вышел в свет. Майк Ванпортфлит собрал фрагменты того чернового альбома и переработал их. В результате в сентябре 1991 года на лейбле Projekt Records вышел альбом Ionia, состоящий из 12 треков с сильно обработанными гитарами, драм-машинами, холодным звучанием синтезаторов и шепчущим вокалом Ванпортфлита.
С августа 1992 года по июль 1993 года Ванпортфлит работал над альбомом A Day in the Stark Corner. По стилю он является продолжением альбома Ionia и исследует темы запустения, распада и неизбежного конца.
После релиза A Day in the Stark Corner группа организовала мини-турне по Калифорнии, а также приняла в свой состав нового участника — Дэвида Галаса (англ. David Galas). В 1994 году вышел концертный альбом Live.
В 1995 году под именем Bleak участники Lycia выпустили альбом под названием Vane.
Следующий студийный альбом Lycia под названием The Burning Circle and Then Dust вышел также в 1995 году. Группа активно использовала акустические гитары, а также женский вокал новой участницы — Тары Ванфлауэр (англ. Tara VanFlower). В альбом вошла пауэр-поп песня «Pray». После выхода этого альбома Lycia выступала на разогреве перед концертами группы Type O Negative.
В 1996 году вышел альбом Cold.
В 1998 году был выпущен альбом Estrella с экспериментальным звучанием.
В 1999 году группа основала свой собственный лейбл Lycium Music. Под названием Estraya участники группы выпустили мини-альбом The Time Has Come and Gone, в котором много акустических гитар.
В январе и июле 2001 года на лейбле Projekt Records вышли два альбома-сборника Compilation Appearances Vol. 1 и Compilation Appearances Vol. 2, в которые вошли песни группы, записанные в Аризоне в начале 1990-х годов.
В июле 2002 года вышел альбом Tripping Back Into the Broken Days, в котором также было много акустических гитар.
В октябре 2003 года Lycia прекратила сотрудничество с лейблом Projekt Records. Альбом Empty Space стал последним, вышедшим на Silber Records. В 2004 году Ванпортфлит выпустил первый сольный альбом Beyond The Horizon Line в жанре эмбиент. Тара Ванфлаэур (ставшая женой Майка Ванпортфлита) и Дэвид Галас также записали сольные альбомы.
В июне 2010 года, после семи лет тишины, группа Lycia мини-альбом под названием Fifth Sun.
В августе 2013 года вышел альбом Quiet Moments.
В октябре 2014 года группа объявила, что Дэвид Галас вновь стал участником Lycia и что они вместе работают над новым альбомом A Line That Connects, который вышел в 2015 году.
В ноябре 2018 года вышел альбом In Flickers.

## Музыкальный стиль
Lycia считается одним из пионеров жанра дарквейв. Также в звучании группы можно найти элементы жанров постпанк, этериал-вейв, эмбиент, индастриал и электронной музыки. Юджин Такер так описал стиль группы: «Это мрачная музыка, одновременно широко открытая и замкнутая в себе, стена звука, которая распадается в окружающем тумане летаргических ритмов и уставших от мира смен аккордов».

## Дискография
| Студийные альбомы: - Wake (1989) - Ionia (1991) - A Day in the Stark Corner (1993) - The Burning Circle and Then Dust (1995) - Cold (1996) - Estrella (1998) - Tripping Back Into the Broken Days (2002) - Empty Space (2003) - Quiet Moments (2013) - A Line That Connects (2015) - In Flickers (2018) | Концертные альбомы: - Live (1994) Сборники: - Compilation Appearances Vol. 1 (2001) - Compilation Appearances Vol. 2 (2001) Мини-альбомы: - The Time Has Come and Gone (2000) (выпущен сайд-проектом Estraya) - Fifth Sun (2010) - Casa Luna (2021) Другие альбомы: - Vane (1995) (выпущен сайд-проектом Bleak) |